# Fijnstructuurconstante
De fijnstructuurconstante {\displaystyle \alpha \,} is in de natuurkunde de fundamentele constante (koppelingsconstante) die de sterkte van de elektromagnetische wisselwerking bepaalt. De naam stamt van Arnold Sommerfeld.
Aangezien deze grootheid dimensieloos is, heeft zij dezelfde waarde in alle eenhedenstelsels (cgs of mks). De beste waarde is nu:
{\displaystyle \alpha \ =\ {\frac {e^{2}}{\hbar c\ 4\pi \epsilon _{0}}}\ =\ {\frac {e^{2}c\mu _{0}}{2h}}\ =\ 7{,}297\,352\,570(5)\times 10^{-3}\ =\ {\frac {1}{137{,}035\,999\,070(98)}}}
(cijfers tussen haakjes zijn de onzekerheden in de laatste cijfers), met
{\displaystyle e\,} de elementaire lading,
{\displaystyle \hbar =h/2\pi } de gereduceerde constante van Planck,
{\displaystyle c\,} de lichtsnelheid in vacuüm,
{\displaystyle \epsilon _{0}\,} de diëlektrische constante van vacuüm,
{\displaystyle \mu _{0}\,} de magnetische constante of permeabiliteit van het vacuüm, een vastgelegde gedefinieerde omrekenfactor.

## Waarde volgens CODATA
Volgens de 2006 CODATA in de lijst van constanten, eenheden en onzekerheden van het NIST is de definitie en aanbevolen waarde:
{\displaystyle \alpha ={\frac {e^{2}}{\hbar c\ 4\pi \epsilon _{0}}}=7{,}297\,352\,5376(50)\times 10^{-3}={\frac {1}{137{,}035\,999\,679(94)}}}
Maar na voltooiing van de aanpassing 2006 CODATA werd een fout ontdekt in een van de gegevens, zodat men op de eerdergenoemde waarde uitkwam.
De fijnstructuurconstante dankt haar naam aan de oorspronkelijke toepassing in de theorie van de fijnstructuur van atomaire lijnspectra. Later werd de constante breder gebruikt.

## Verwante definities
De fijnstructuurconstante kan ook als volgt gedefinieerd worden:
{\displaystyle \alpha ={\frac {k_{e}e^{2}}{\hbar c}}={\frac {e^{2}}{2\epsilon _{0}hc}}}
met
{\displaystyle k_{e}} de elektrostatische constante in de wet van Coulomb,
{\displaystyle e} de elementaire lading
{\displaystyle \hbar =h/(2\pi )} de gereduceerde constante van Planck,
{\displaystyle c} de lichtsnelheid in vacuüm en
{\displaystyle \epsilon _{0}} de diëlektrische constante.
Hieruit volgt dat de constante gelijk is aan 2π maal de verhouding tussen de afstand van twee elementaire ladingen van gelijk teken en de golflengte van een foton met een energie gelijk aan de elektrostatische potentiële energie van de ladingen. Als de afstand bijvoorbeeld 1 meter is dan is de energie 0,000 230 7 yJ, corresponderend met een frequentie van 348 kHz en een golflengte van 861 meter.
In elektrostatische cgs-eenheden is de eenheid van elektrische lading de statcoulomb. Deze is zo gedefinieerd dat de permittiviteitsfactor, {\displaystyle 4\pi \epsilon _{0}} gelijk is aan de dimensieloze constante 1. Dan wordt de fijnstructuurconstante:
{\displaystyle \alpha ={\frac {e^{2}}{\hbar c}}}

## Meting

Een voorbeeld met twee achtste-orde Feynmandiagrammen die bijdragen aan de wisselwerking van het elektron met zichzelf. De horizontale lijn met pijl stelt het elektron voor, de golfjes zijn virtuele fotonen en de rondjes zijn virtuele elektron-positronparen.

De definitie van {\displaystyle \alpha \,} bevat enkele meetbare constanten. Maar de kwantumelektrodynamica (QED) geeft ons een directe manier om {\displaystyle \alpha \,} te meten met behulp van het kwantum-hall-effect door het anomale magnetische moment van het elektron.
QED voorspelt een verband tussen het dimensieloze magnetisch moment van het elektron (de Landé g-factor, {\displaystyle g\,}) (2,002..) en de fijnstructuurconstante {\displaystyle \alpha \,}. De nauwkeurigste waarde van {\displaystyle \alpha \,} tot dusver stoelt op een nieuwe meting van {\displaystyle g\,} met een zogenaamd een-elektron kwantum cyclotron, samen met een QED-berekening waarin 891 vier-loop Feynmandiagrammen nodig zijn:
{\displaystyle \alpha ^{-1}=137{,}035\,999\,068(96)}
Deze meting heeft een nauwkeurigheid van 0,70:109 en is daarmee tienmaal zo goed als andere methoden als atom-recoil metingen. Vergelijking van gemeten en berekende waarden van {\displaystyle g\,} toetst QED en leidt tot beperkingen van de mogelijkheden voor de inwendige opbouw van het elektron.

## Geschiedenis
De fijnstructuurconstante werd in 1916 ingevoerd door Arnold Sommerfeld in zijn theorie voor de atomaire spectraallijnen. Hij berekende de afwijkingen van het atoommodel van Bohr ten gevolge van speciale relativiteitstheorie.
De eerste betekenis van de constante α was de verhouding van de snelheid van het elektron  in de eerste cirkelbaan van het relativistische atoom volgens Bohr ten opzichte van de lichtsnelheid c in vacuüm. De constante kon ook gezien worden als de verhouding van het maximale draaimoment dat de speciale relativiteitstheorie toeliet voor een gesloten baan en het minimale draaimoment dat mogelijk was volgens de kwantummechanica. De constante rolt er vanzelf uit in Sommerfelds berekening en bepaalt de grootte van de splitsing of fijnstructuur van de Lymanreeks in de spectraallijnen van waterstof.